# Karavellen-Hochhaus

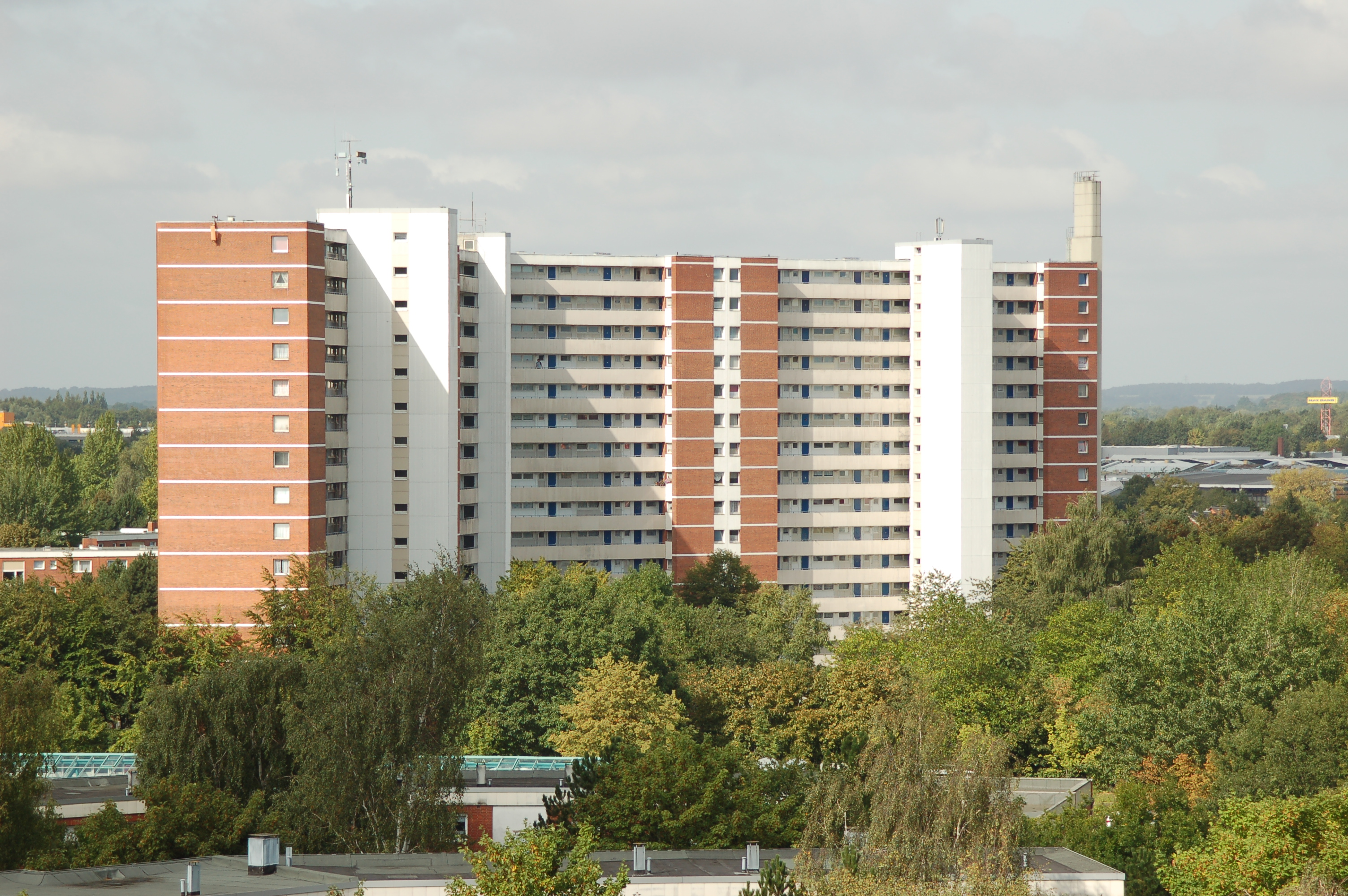
Karavellen-Hochhaus

Das Karavellen-Hochhaus wurde 1967 im Stadtteil Buntekuh in Lübeck fertig gestellt und ist das größte (nicht höchste) Wohngebäude in Schleswig-Holstein.

## Lage
Der Stadtteil Buntekuh liegt südwestlich vom Holstentor und befindet sich zwischen St. Lorenz Nord und St. Lorenz Süd. Der Name geht auf den früheren Hof Bunte Kuh zurück.
Die städtische Stadtplanung verfolgte bereits in den 1920er Jahren die Entwicklung einer gegliederten und dezentralisierten Stadt. Das bedeutete eine Trennung von Wohnen, Arbeiten, sich erholen und sich bewegen. Ziele, die Le Corbusier schließlich 1933 mit der Charta von Athen veröffentlichte. Diese bildete über die Entwicklung des deutschen Nachkriegsbaus einen zentralen Bezugspunkt.
Die entstandene Großsiedlung Buntekuh war nach dem Prinzip des modernen Städtebaus auf den Grundsätzen der Charta entwickelt. Die gartenstädtische Großsiedlung mit Licht, Luft und Sonne bestehend aus eingeschossigen Kettenbungalows, zweigeschossigen Reihenhäusern, viergeschossigen Zeilenblocks und acht- bis sechzehngeschossigen Hochhäusern wurde mit dem Architekten Hans Konwiarz der Wohnungsbaugesellschaft Neue Heimat realisiert, wobei das Karavellen-Hochhaus die Mitte markiert, unmittelbar gegenüber dem kulturellen Zentrum mit Kirche und Schule und einem Zentrum zum Einkaufen.
Das Hochhaus steht in der Straße der Mitte, der Karavellenstraße, die nach dem Schiffstyp Karavelle benannt wurde, einem Segelschiff mit 2 bis 3 Masten und hohem Heck zur Eroberung der Meere. Die Karavelle steht für hohe Lasten und Danzig und Lübeck nahmen im 16. Jahrhundert einen führenden Platz im Bau ein.

## Geschichte
Die Großwohnsiedlung entstand aufgrund der trotz zahlreicher entstandener Wohnviertel immer noch herrschenden unzureichenden Wohnverhältnisse. Ende 1959 sollen immer noch 24.000 Menschen in Notwohnungen in Lübeck gelebt haben, womit die Stadt sich in einer deutlich ungünstigeren Lage befand als in die übrigen Großstädte.  Durch die Geflüchteten und Heimatvertriebenen hatte Schleswig-Holstein eine extrem überproportionale Belastung von über 70 % Übervölkerung zu bewältigen.
Die Wohnungsbaugesellschaft Neue Heimat hatte 1961 die Ländereien und Liegenschaften zum Bau der Wohnanlage erworben und feierte 1965 das größte Richtfest in der Geschichte der Hansestadt mit einem Neubau mit 1062 Wohnungen und 192 Garagen. Insgesamt sollten 2700 Wohnungen für 8000 Menschen entstehen.
Die Neue Heimat – sie gehörte dem Deutschen Gewerkschaftsbund – war zur größten Wohnungsbaugesellschaft Deutschlands aufgestiegen. Bekannte Architekten wurden mit der städtebaulichen Planung von Siedlungen entweder beauftragt oder verstärkten die Planungsabteilung für die eigene bessere Leistungsfähigkeit des Unternehmens. Hans Konwiarz war 1954 bis 1980 bei der Neuen Heimat Hamburg. Mit der Planung vom Großprojekt Alsterzentrum wurde er 1966 bekannt.
Von der Neuen Heimat erfolgte ein reger Austausch mit dem europäischen Ausland zum modernen Wohnungsbau. Außerdem waren Ergebnisse der Wohnungsumfrage „so möchte ich wohnen“ richtungsweisend. Daraus ging hervor, dass überwiegend gerne im Nahverkehrsbereich der Stadt gewohnt werden würde, eine Mischbebauung bevorzugt werden würde mit gemeinschaftlichen Grünflächen und mit einem höheren Wohnstandard.
Ernst May, der 1925–1930 als Siedlungsdezernent der Stadt Frankfurt mit der Planung und Realisierung des Projektes Neues Frankfurt bekannt gewordene deutsche Architekt und Stadtplaner, war 1956–1958 bei der Neuen Heimat tätig. Sein Herz schlug in der Organisation von Wohnungsbau für die Massen, wie er in seiner Bewerbung geschrieben haben soll. Er leitete und baute die Planungsabteilung auf, plante eine Reihe von Siedlungen und blieb beratend tätig. Im Massenwohnungsbau vertrat er zeitgenössische Ziele.
Nach dem Krieg wurde lebhaft über die Entstehung von Wohnhochhäusern diskutiert. Nach Ernst May sollten mit architektonischen Höhepunkten wie Wohnhochhausblocks Orientierungspunkte im städtischen Raum als „Stadtkronen“ erzeugt werden, um Monotonie zu verhindern. Allerdings befürchtete er „durch das Wohnen in Hochhäusern in jedem Falle eine Gefährdung der geistigen oder körperlichen Gesundheit des Kindes; die unmittelbare Verbindung zwischen Wohnung und Garten sei nicht zu ersetzen. Ab einer gewissen Höhe sei die Verbindung von Mutter zu Kind praktisch abgeschnitten, und auch Dachgärten bildeten, abgesehen von den damit verbundenen Gefahren, keinen Ersatz für den eigenen Garten. Somit ergebe sich eine natürliche Beschränkung des Bewohnerkreises des Hochhauses auf kinderlose Ehepaare, Eltern nach Auszug der Kinder und Alleinstehende.“
Einwandfreie Besonnung und Belichtung der Wohnung und eine geschützte, vom Nachbarn nicht einzusehende Einfügung von Loggien und Balkonen waren die Ansprüche von Qualität und Privatheit, außerdem eine Laubengangerschließung für die kleinen und Kleinstwohnungen.
In „liebevolle Gestaltung des Ganzen“ war mit knapper moderner Formgebung das wesentliche Bestreben der Abbildung der inneren Funktionen eines Baus in der äußeren Gestaltung geprägt. Der Maschineneinsatz statt handwerklicher Arbeit mit hohen Kosten begründete „eine Ästhetik schmuckloser Schlichtheit“. Der praktische Nutzwert des Wohnungsbaus stand im Vordergrund und durch „eine meisterliche Hand“ sollte die Proportionierung von Baukörper und fein verteilter Gliederung der Fassaden mit Fenster- und Türöffnungen als architektonische Spitzenleistung erzielt werden. Schlichtheit war ein weiterer Maßstab von Qualität.
Der Wohnbau wurde durch Treppenhäuser, Laubengang und Balkon belebt. Durch übertriebene Normung, was auch die Fenster betraf, wurde eine Erstarrung befürchtet, die nicht angestrebt war.
Das prägnante Hochhaus wurde nach Fertigstellung Heimat vor allem für die Älteren.
In den 1980er Jahren war die natürliche Fluktuation spürbar durch Leerstand.
Nach Auflösung der Wohnungsbaugesellschaft Neue Heimat in den 1990er Jahren musste die Grundstücks-Gesellschaft Trave das Hochhaus in seinen Bestand nehmen, begründet durch eine ausschließlich politische Entscheidung. Geprüft wurde erst der Abriss, bevor man sich doch für den Erhalt entschied.

## Das Gebäude
Das Karavellen-Hochhaus ist mit 14 Geschossen 40 m hoch. 16.000 m² Wohnfläche verteilen sich auf 420 Wohnungen von 32–52 m². Die Grundrisse variieren von 1 Zimmer, 1 ½ Zimmer und 1 ½ ½ Zimmer:
- 32 m² – 1 Zimmer – Balkon – Wohnküche – Duschbad (innenliegend) – Abstellraum mit Fenster und Stromzähler
- 42 m² – 1 ½ Zimmer – Balkon – Wohnküche – Duschbad (innenliegend) – Abstellraum mit Fenster und Stromzähler
- 52 m² – 1 ½ ½ Zimmer – Balkon – separate Küche – Vollbad

Gemeinschaftsräume im Keller mit vermieterseitig bereitgestellten Waschmaschinen und Wäschetrockner sowie Trockenräume sind vorhanden. Im Erdgeschoß sind Fahrradkeller vorhanden. Die individuellen Mieterkeller erstrecken sich über zwei Etagen.
Der Aufzug der Hausnummer 5 hält in Zwischengeschoßen, so dass stets eine Treppe überwunden werden muss. Ein Müllschlucker ist dort vorhanden, aber nicht betriebsbereit.
Der Baukörper aus zwei gegeneinander gestellten Scheiben hat drei Treppentürme, außerdem bilden sich durch die größten Wohnungen gelegen an den äußeren Scheibenenden und in deren Mitte Pfeiler. Vor den Eingängen auf der Seite der sich schließenden Scheiben befinden sich die Briefkasten- und Klingelanlagen unter Dach.
Das Hochhaus wurde in Montagebau errichtet.  Wohnungen von vorne nach hinten werden über Laubengänge erschlossen und haben rückseitig über die ganze Breite Balkone. Die Konstruktion prägt das Aussehen. Backsteinmauerwerk erfährt außer den hellen Brüstungen, bei den Balkonen bestehen sie aus bekieselten Betonplatten, noch eine weitere Betonung der waagerechten mit hellen Verkleidungen in Höhe und Dicke der Geschossdecken. Die Treppentürme sind durchgehend hell verkleidet und betont senkrecht.
Die Grau (ehemals Dunkelblau) gestrichene Wohnungstüren sieht man hinter den Laubengängen, ebenso war der Eingangsbereich ursprünglich blau. Die Treppenhäuser sind jetzt Grau.
Die ehemalige rot-weiß-blaue Erscheinung des Karavellen-Hochhauses entspricht den Farben der schleswig-holsteinischen Flagge.